# Trigonostigma espei
Trigonostigma espei è un piccolo pesce d'acqua dolce appartenente alla famiglia Cyprinidae.

## Distribuzione e habitat
Questa specie è diffusa nelle acque dolci di Cambogia e Thailandia. Abita acque ferme, prevalentemente stagni paludi e canali con massiccia presenza di vegetazione acquatica.

## Descrizione
Il corpo visto di profilo ricorda una punta di freccia romboidale, con muso appuntito e peduncolo caudale allungato. La livrea presenta dorso grigio-argenteo, testa e fianchi rosso vivo con la tipica macchia blu oltremare allungata che corre dal fianco fino alla fine del peduncolo caudale. Il ventre è bianco argenteo. Le pinne sono trasparenti, ma la pinna caudale e quella dorsale sono macchiate di rosso. 

Raggiunge minute dimensioni, al massimo 2,5 cm.

## Riproduzione
La fecondazione è esterna; la deposizione avviene in piccole pozze con 15-20 cm d'acqua.

## Acquariofilia
Meno conosciuto dell'affine Trigonostigma heteromorpha, è comunque piuttosto diffuso e commercializzato.